# Terre ceche

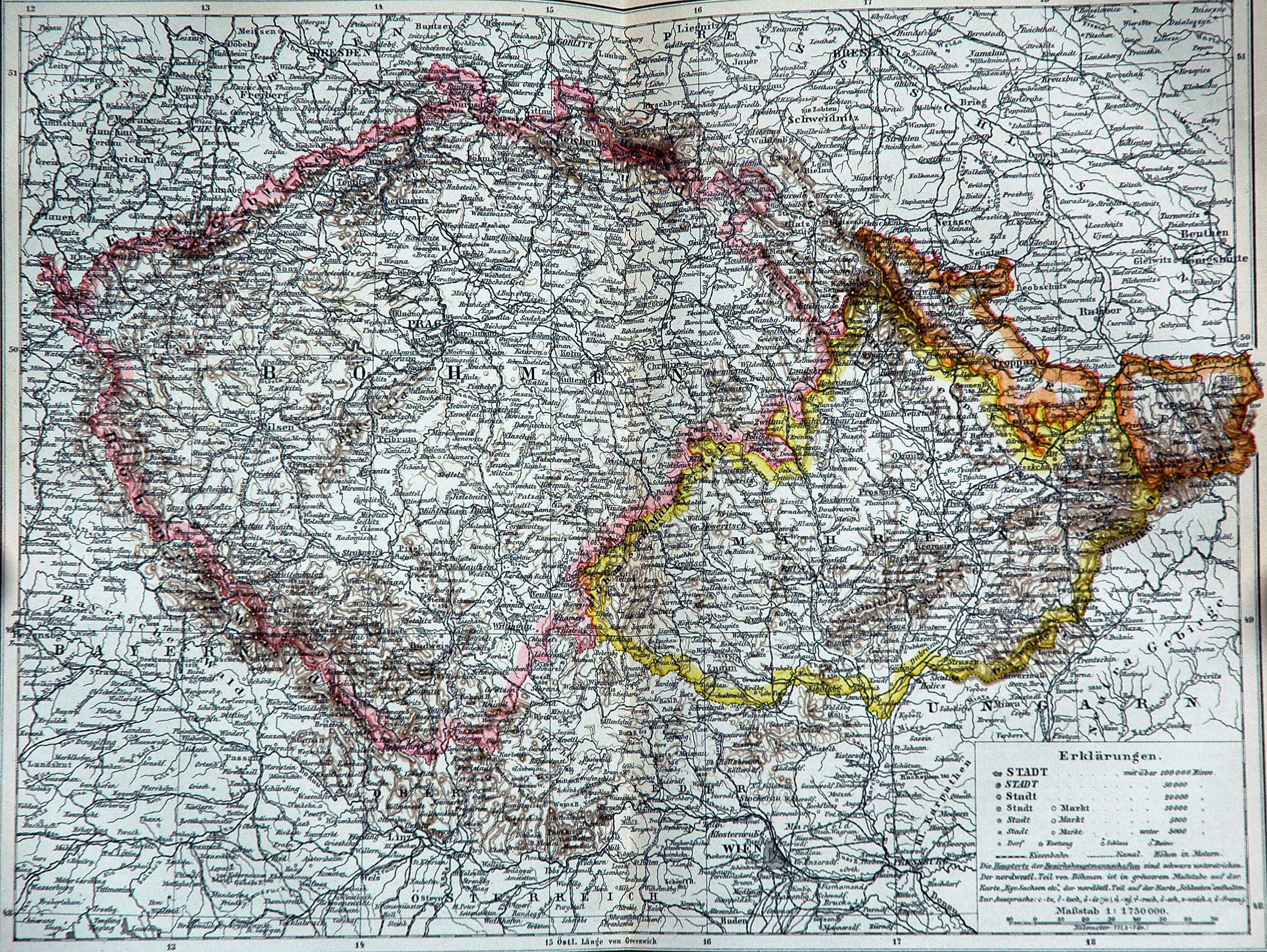
Boemia, Moravia, Slesia Austriaca - 1892, allora parte dell'Austria-Ungheria

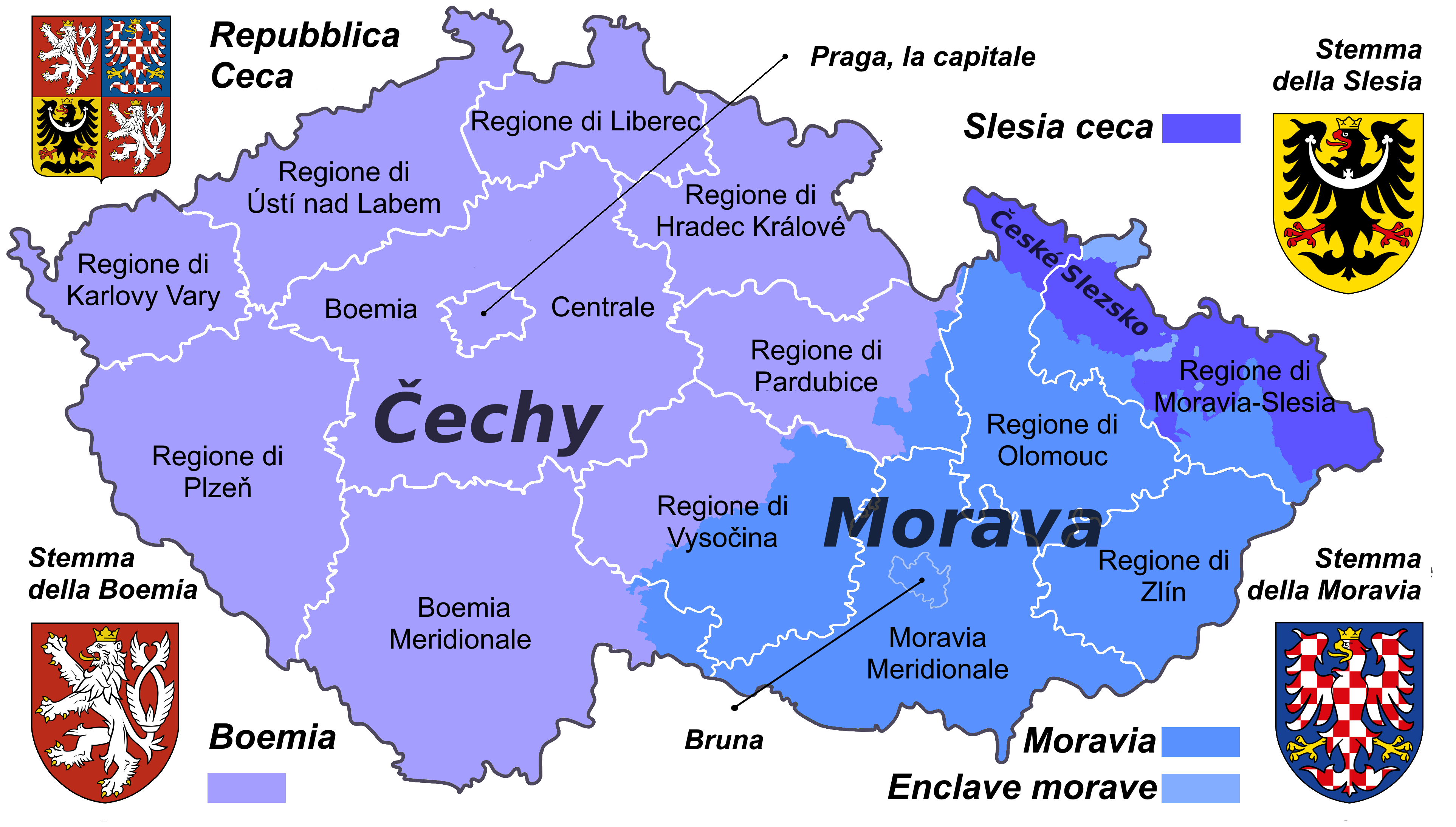
Terre ceche a confronto con le attuali regioni amministrative

Terre ceche (in ceco české země) è un termine utilizzato principalmente per descrivere l'insieme dei territori della Boemia, della Moravia e della Slesia ceca. Oggi, queste tre province storiche compongono la Repubblica Ceca.
L'attuale Repubblica Ceca ha fatto parte della Monarchia asburgica fino al 1918, quando fu incorporata, a seguito della Grande Guerra, nella Cecoslovacchia. Nel 1969 la Cecoslovacchia divenne uno stato federale, e si divise in repubblica socialista ceca e repubblica socialista slovacca, repubbliche federate. La creazione delle repubbliche separate stabilì i primi confini definiti delle terre dei popoli cechi. Gli storici utilizzano il termine "Terre ceche" per riferirsi alle terre dei cechi precedentemente al 1969.
Il termine "Terre ceche" è stato usato da persone differenti per descrivere luoghi diversi; alcune fonti utilizzano il termine per riferirsi a ogni territorio sottoposto all'autorità della corona boema: questo includerebbe territori come la Lusazia e il Brandeburgo (oggi in Germania), oltre che la Slesia. La maggior parte dei testi storici cechi usano il termine in questo modo quando trattano il Medioevo. Secondo altre fonti, invece, "Terre ceche" sarebbe riferito solo al cuore delle terre ceche (Boemia, Moravia e l'ex-Slesia austriaca). Molte volte non è necessaria una distinzione tra le due definizioni, poiché le Terre ceche hanno coinciso più o meno con la moderna Repubblica Ceca dal XVIII secolo.

## Nomi alternativi
Un altro termine utilizzato per riferirsi alla parte ceca delle terre ceche è Cechia (in ceco Česko), che oggi viene anche utilizzato come abbreviazione per "Repubblica Ceca". Il termine Cechia, che fu codificato nel 1777 nella lingua ceca, è anche il termine preferito dal Ministero degli Affari Esterni ceco dal 1993: il governo ceco utilizza infatti sempre più spesso il termine Czechia nei documenti scritti in lingua inglese.